# Тсірґулійна
Тсі́рґулійна (ест. Tsirguliina alevik) — селище в Естонії, у волості Валґа повіту Валґамаа.

## Населення
Чисельність населення на 31 грудня 2011 року становила 434 особи.

## Історія
До 22 жовтня 2017 року селище входило до складу волості Тиллісте.